# Оттава (тауншип, Миннесота)
Оттава (англ. Ottawa) — тауншип в округе Ле-Сур, Миннесота, США. На 2000 год его население составило 290 человек.

## География
По данным Бюро переписи населения США площадь тауншипа составляет 39,7 км², из которых 39,1 км² занимает суша, а 0,6 км² — вода (1,50 %).

## Демография
По данным переписи населения 2000 года здесь находились 290 человек, 122 домохозяйства и 89 семей.  Плотность населения —  7,4 чел./км².  На территории тауншипа расположено 127 построек со средней плотностью 3,2 построек на один квадратный километр. Расовый состав населения: 97,59 % белых, 0,69 % азиатов, 1,72 % — других рас США. Испанцы или латиноамериканцы любой расы составляли 1,72 % от популяции тауншипа.
Из 122 домохозяйств в 26,2 % воспитывались дети до 18 лет, в 67,2 % проживали супружеские пары, в 4,1 % проживали незамужние женщины и в 27,0 % домохозяйств проживали несемейные люди. 23,0 % домохозяйств состояли из одного человека, при том 9,0 % из — одиноких пожилых людей старше 65 лет. Средний размер домохозяйства — 2,38, а семьи — 2,80 человека.
23,8 % населения младше 18 лет, 2,8 % в возрасте от 18 до 24 лет, 30,3 % от 25 до 44, 29,0 % от 45 до 64 и 14,1 % старше 65 лет. Средний возраст — 42 лет. На каждые 100 женщин приходилось 105,7 мужчин.  На каждые 100 женщин старше 18 приходилось 104,6 мужчины.
Средний годовой доход домохозяйства составлял 48 750 долларов, а средний годовой доход семьи —  56 563 доллара. Средний доход мужчин —  31 618  долларов, в то время как у женщин — 31 875. Доход на душу населения составил 22 908 долларов. За чертой бедности находились 2,6 % семей и 3,3 % всего населения тауншипа, из которых 5,1 % старше 65 лет.